# Avenue Léopold-II
L'avenue Léopold-II est une voie du 16e arrondissement de Paris, en France.

## Situation et accès

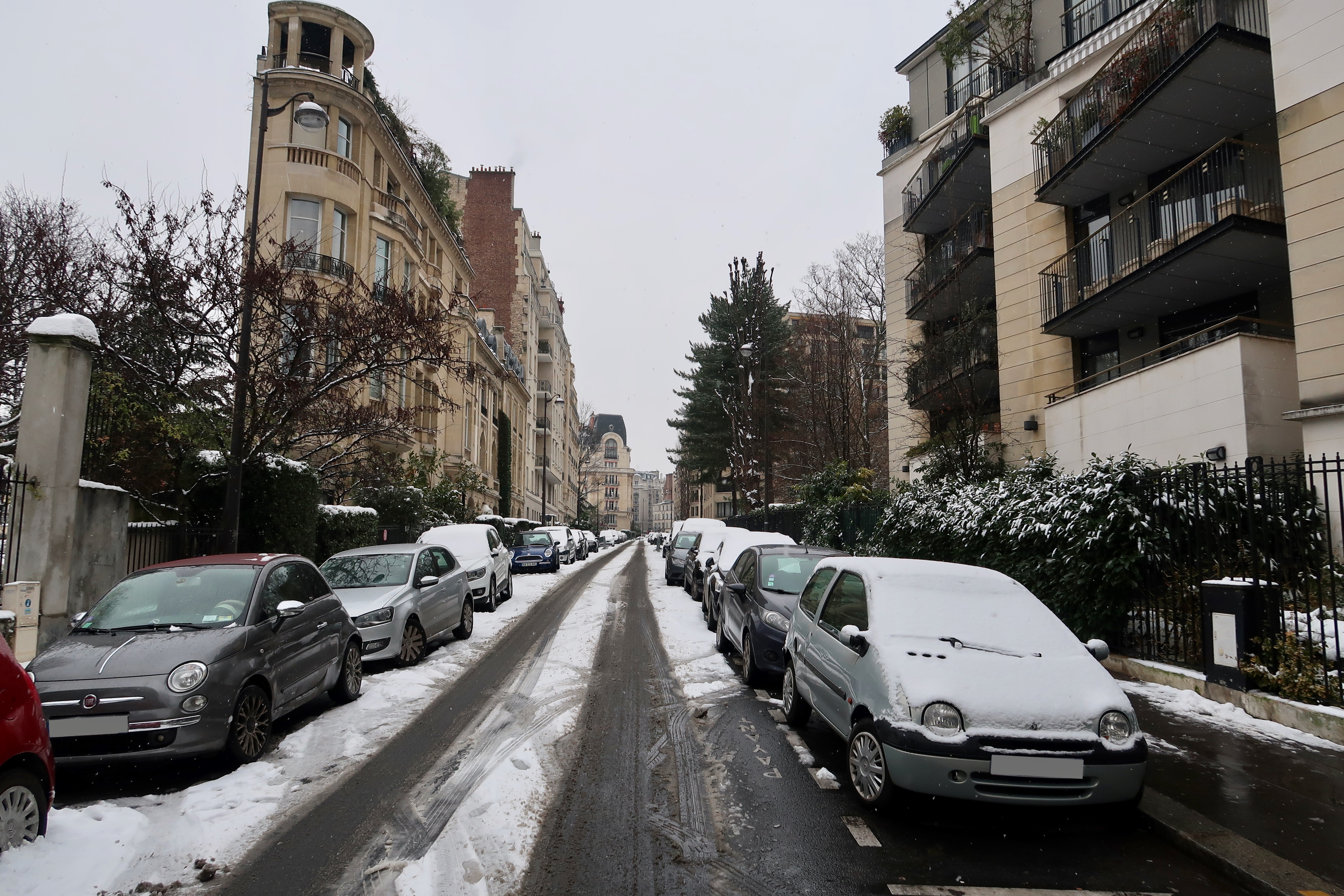
L'avenue Léopold-II sous la neige (2018).

L'avenue Léopold-II est une voie publique située dans le 16e arrondissement de Paris. Elle débute au 36, rue Jean-de-La-Fontaine et se termine  place Rodin.
Cette avenue est exclusivement résidentielle : on n'y trouve aucun commerce.
Le quartier est desservi par la ligne 9 aux stations Jasmin et Ranelagh.

## Origine du nom

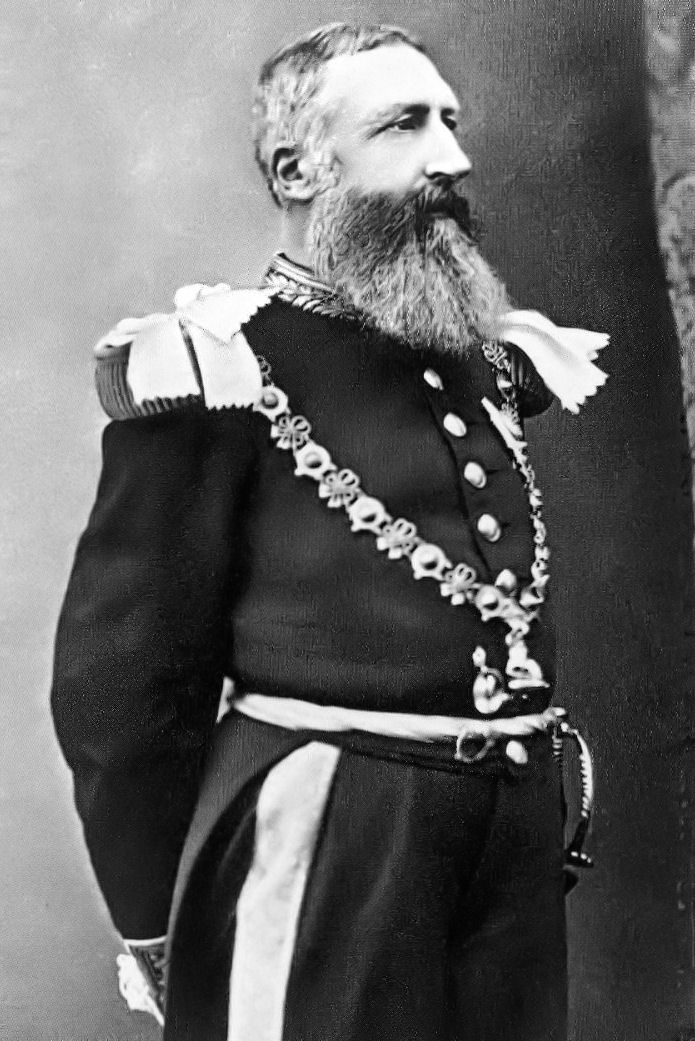
Le roi Léopold II.

La voie est créée en 1928 et sa dénomination rend hommage à Léopold II (roi des Belges) (1835-1909),. En 1918, un hommage avait été rendu à son successeur, Albert Ier, avec le cours du même nom.

## Historique
Cette voie est ouverte sur les terrains de l'ancien  couvent des religieuses l'Assomption et prend sa dénomination actuelle par un arrêté du 13 août 1928.
En 2015, une pétition est lancée par l’écrivain Marc Wiltz pour que soit débaptisée l’avenue, le roi Léopold II étant, selon lui, responsable de quelque dix millions de morts au Congo.

## Bâtiments remarquables et lieux de mémoire

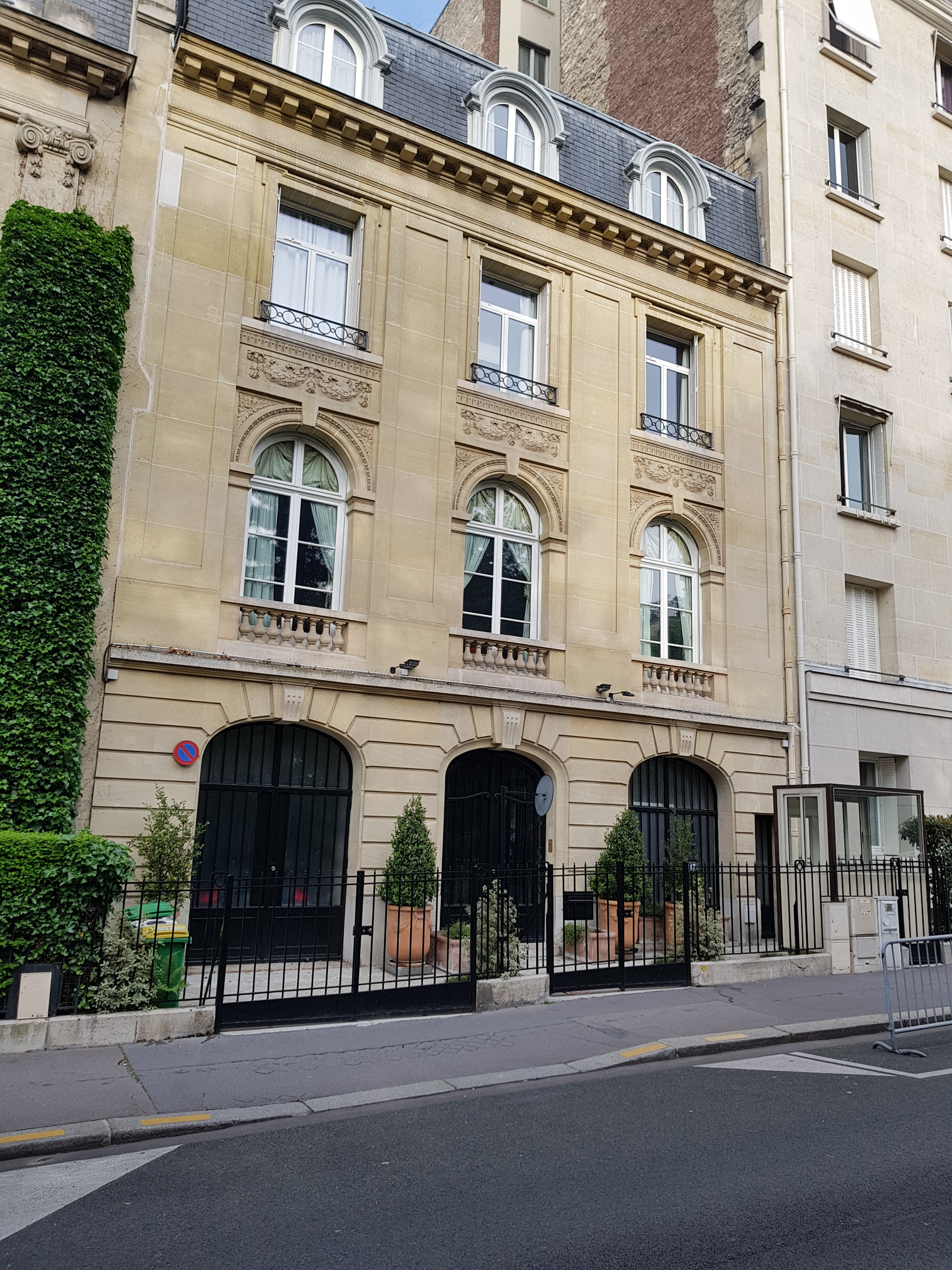
No 17.

- No 11 bis : immeuble de 1930 ; le journaliste et homme de lettres Jean de Granvilliers (1884-1956) a habité à cette adresse[4] ; le peintre Georges Mathieu (1921-2012) y a également résidé ; en novembre 1968, ce dernier y est victime d’un incendie criminel : deux bidons d’essence sont déposés devant une porte de service et à l’entrée de son atelier[5].
- No 15 : dans les années 1930, domicile parisien du baron et homme politique Alain Albert Leret d'Aubigny (1875-1945)[6].
- No 17 : dans les années 1930 domicile de la comtesse et grande voyageuse Marguerite du Bourg de Bozas (1876-1935)[7].
- Jardin Christiane-Desroches-Noblecourt